# Roxette
Roxette – szwedzki duet muzyczny grający muzykę popową i rockową założony w 1986 roku. W jego skład wchodzili gitarzysta Per Gessle oraz wokalistka Marie Fredriksson. Nazwa zespołu powstała od utworu brytyjskiego zespołu Dr. Feelgood, zatytułowanego „Roxette”.
W 1986 roku premierę miał debiutancki album studyjny zespołu zatytułowany Pearls of Passion. W 1988 i 1991 roku wydane zostały płyty Look Sharp! i Joyride, które osiągnęły ogromny sukces komercyjny, a promujące je single stały się światowymi przebojami. W 1995 roku wydana została składanka największych hitów Roxette zatytułowana Don’t Bore Us, Get to the Chorus!, która jest najlepiej sprzedającym się albumem kompilacyjnym zespołu. Po jej wydaniu grupa zawiesiła działalność na trzy lata, a w 1999 roku powróciła z krążkiem Have a Nice Day. W 2001 roku ukazał się kolejny album długogrający formacji zatytułowany Room Service.
Od 2002 do 2009 roku działalność zespołu była ponownie zawieszona, ponieważ u Fredriksson wykryto guza mózgu, przez co wokalistka musiała poddać się chemioterapii.
Roxette ma na koncie ponad 60 milionów sprzedanych albumów i ok. 25 milionów singli. Zespół zdobył wiele złotych i platynowych płyt za sprzedaż albumów Look Sharp! i Joyride. Cztery single zespołu – „The Look”, „Listen to Your Heart”, „It Must Have Been Love” i „Joyride” – znalazły się na pierwszym miejscu list przebojów w Stanach Zjednoczonych. Utwory „It Must Have Been Love” i „Listen to Your Heart” (według szacunków) w stacjach radiowych samych Stanów Zjednoczonych w latach 1990–2005 zostały odtworzone łącznie 8 milionów razy.
W 2011 roku został wydany pierwszy od dziesięciu lat album studyjny zatytułowany Charm School.

## Historia zespołu

### Początki: 1978-1986
Fredriksson i Gessle poznali się w 1978 roku. Wokalistka współpracowała wówczas jako chórzystka z popularnym od lat siedemdziesiątych głównie w Szwecji zespołem Gyllene Tider, w którym Gessle był wokalistą. W 1983 zespół pod nazwą Roxette wydał singel „Teaser Japanese”. Pod wpływem sugestii wytwórni EMI duet pod nazwą Roxette wydał swój pierwszy wspólny singiel „Neverending Love”, który początkowo miał być nagranym przez zespół Gyllene Tider. Nieoczekiwanie odniósł on bardzo duży sukces w Szwecji. Po wydaniu singla zespół Roxette zaczął koncertować po Szwecji i zdobywał coraz większą popularność w kraju. W październiku 1986 został wydany debiutancki album duetu zatytułowany Pearls of Passion, który został sprzedany w nakładzie 800 tys. egzemplarzy. W marcu 1987 pojawiła się składanka tanecznych utworów z płyty zatytułowana Dance Passion.

### Światowa popularność: 1988–1991

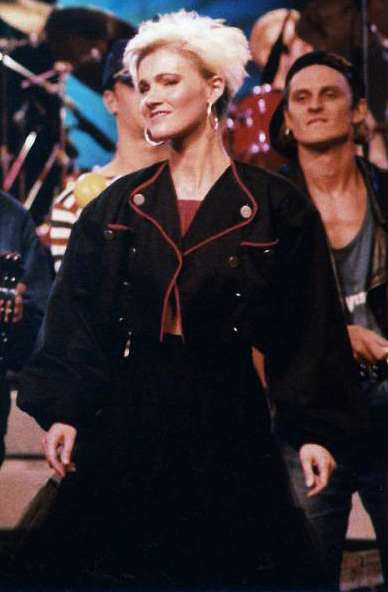
Marie Fredriksson, wokalistka Roxette (1987)

Punktem zwrotnym w karierze duetu był rok 1988, kiedy to w październiku ukazał się drugi album zespołu zatytułowany Look Sharp! zawierający przebój „The Look”. O jego ogromnym, światowym sukcesie zadecydował w dużej mierze przypadek – powracający na święta do Stanów amerykański student Dean Cushman, przebywający wówczas w Szwecji w ramach wymiany studenckiej, zabrał ze sobą egzemplarz Look Sharp! i tam poprosił znajomego z miejscowej rozgłośni radiowej KDWB o jego odtworzenie na antenie. Dyrektor rozgłośni, przekonany, że oto w jego rękach znalazł się prawdziwy przebój, rozesłał kopie albumu (nagrane na kasetach magnetofonowych) do innych stacji radiowych. Dzięki temu w kwietniu 1989 roku singiel trafił na pierwsze miejsce amerykańskiej listy Billboard Hot 100 i sprawił, że Roxette stało się jednym z najbardziej znanych w Ameryce zespołów. Od tej pory rozpoczął się szczytowy okres popularności Roxette. Wysoką pozycję zespołu na światowym rynku muzycznym ugruntowały kolejne przeboje – „Dressed for Success”, „Listen to Your Heart” oraz „Dangerous”. Na całym świecie album został sprzedany w nakładzie 9 milionów egzemplarzy.
W maju 1990 roku duet podbił świat balladą „It Must Have Been Love”, która została umieszczona na ścieżce dźwiękowej filmu Pretty Woman. Piosenka osiągnęła ogromny sukces na listach przebojów m.in. w Ameryce, Australii, Niemczech czy Wielkiej Brytanii, stając się największym przebojem zespołu. Trzy lata wcześniej utwór ten został wydany na singlu w niektórych krajach europejskich pod zmienionym tytułem „Christmas for the Broken Hearted”.
W marcu 1991 ukazał się trzeci album studyjny zatytułowany Joyride, który przyniósł kolejne wielkie hity w dorobku zespołu – „Joyride”, „Fading Like a Flower”, „The Big L.” oraz „Spending My Time”. Na całym świecie krążek sprzedał się w nakładzie ponad 11 milionów egzemplarzy i do tej pory jest najlepiej sprzedającym się albumem w karierze Roxette. Na przełomie 1991 i 1992 zespół wybrał się w trasę koncertową Join the Joyride! World Tour 1991/92, podczas której zagrał 87 koncertów obejrzanych przez ok. 1,7 mln osób.

### Spadek popularności, zawieszenie działalności: 1992–1996
W sierpniu 1992 premierę miał czwarty album długogrający zatytułowany Tourism, na którym znalazło się kilka koncertowych nagrań, przez co mylnie uważany był za album koncertowy. Album promował przebój „How Do You Do!”, którego sprzedaż wyniosła ponad 6 milionów egzemplarzy. Płytę zakupiło już ok. dwa razy mniej fanów i był to początek końca amerykańskiej kariery, gdzie zaczęła królować muzyka grunge z Nirvaną i Pearl Jam na czele. W styczniu 1993 duet nagrał koncert w popularnym cyklu MTV Unplugged (wydany oficjalnie dopiero w 2006 jako część boxu The Rox Box / Roxette 86–06), a w maju ukazał się singiel „Almost Unreal” nagrany do filmu Super Mario Bros.
W kwietniu 1994 wydany został piąty krążek zespołu zatytułowany Crash! Boom! Bang!, uznawany za najbardziej rockową płytę w karierze duetu. Album rozszedł się w nakładzie blisko 5 milionów egzemplarzy, promowany był przez przeboje „Sleeping in My Car”, „Crash! Boom! Bang!”, „Fireworks” i „Run to You”. Na przełomie 1994 i 1995 duet wybrał się w trasę koncertową Crash! Boom! Bang! World Tour 1994/95, podczas której koncertował m.in. w Południowej Afryce (koncerty tam obejrzało ok. 130 tys. osób), Japonii czy Chinach (był to pierwszy koncert zachodniego zespołu, jaki za pozwoleniem władz odbył się tam od 9 lat). 20 września 1994 Marie i Per odcisnęli swoje dłonie podczas Alei Gwiazd w Rotterdamie. Dwa miesiące później, 24 listopada wystąpili w Berlinie podczas MTV Music Awards. W lutym 1995 na rynku ukazała się składanka zatytułowana Rarities, zawierająca wcześniej niepublikowane nagrania. W październiku wydany został album podsumowujący dotychczasową działalność Roxette, zatytułowany Don’t Bore Us, Get to the Chorus! promowany utworem „You Don’t Understand Me”. Wydawnictwo sprzedało się w nakładzie ponad 6 milionów egzemplarzy, stając się jednocześnie najlepiej sprzedającym się albumem kompilacyjnym zespołu.
Na początku 1996 muzycy ogłosili zawieszenie działalności i zajęli się sprawami rodzinnymi. Reaktywowany został zespół Gyllene Tider, a w październiku ukazała się składanka zatytułowana Baladas En Español zawierająca przeboje Roxette nagrane w języku hiszpańskim. Album sprzedał się w nakładzie ponad miliona egzemplarzy.

### Wznowienie działalności, przerwa: 1999–2006

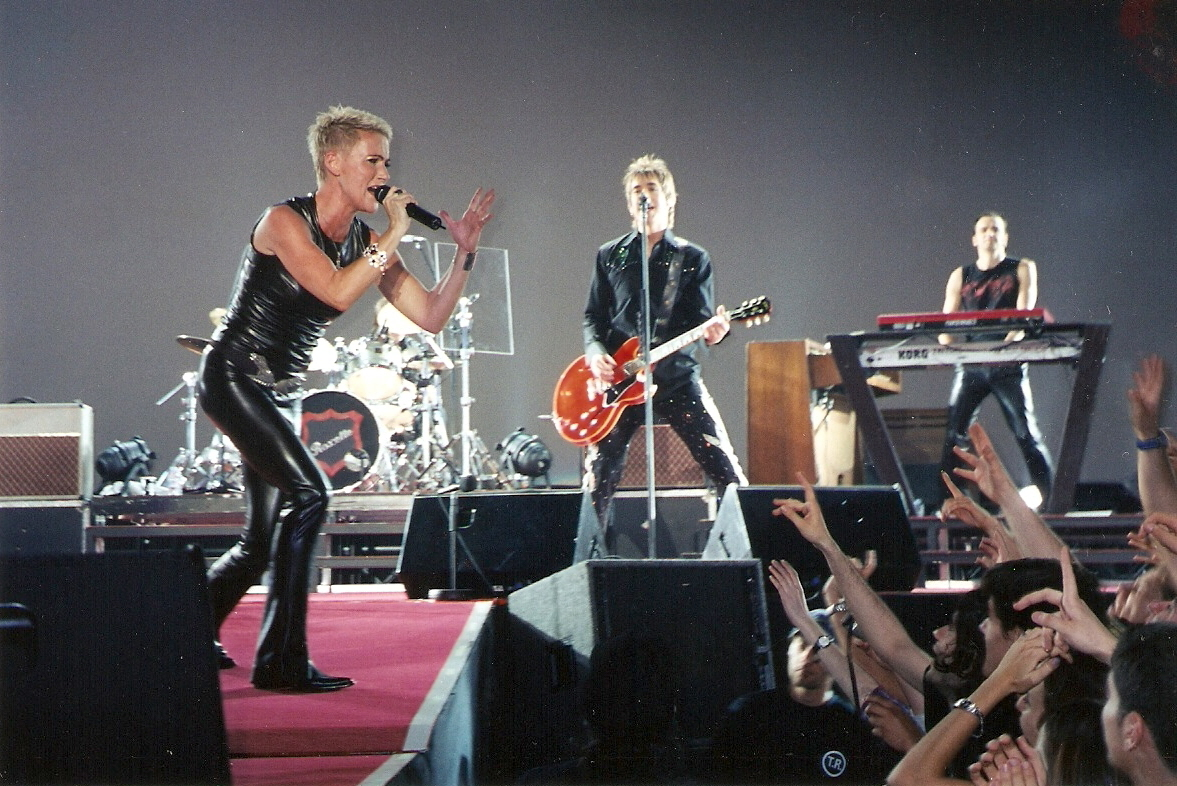
Roxette podczas koncertu w 2001 roku

W 1999 roku Marie i Per wznowili działalność. W lutym wydali swój szósty album studyjny zatytułowany Have a Nice Day, który osiągnął jedynie dwumilionowy nakład, co było dość słabym wynikiem w porównaniu z poprzednimi bestsellerami. Dosyć dużą popularność zyskały wówczas piosenki „Wish I Could Fly” oraz „Stars”. Nieco zmienił się charakter muzyki Roxette, gdyż poprzednie płyty zawierały utwory rockowe i popowe, a na Have a Nice Day znalazły się piosenki utrzymane w gatunku pop i dance.
W kwietniu 2001 ukazała się siódma płyta długogrająca duetu zatytułowana Room Service, która była promowana trasą koncertową Room Service Tour 2001. Tak jak poprzedni album, ten również odniósł umiarkowany sukces głównie w Europie, rozchodząc się w nakładzie ok. 1,5 miliona sztuk. Największą popularność zdobyły utwory „The Centre of the Heart” i „Milk and Toast and Honey”. Muzyka z tego albumu częściowo była powrotem do pop rocka, ale znalazły się tutaj także utwory utrzymane w charakterze podobnym do piosenek z płyty Have a Nice Day.
We wrześniu 2002 Marie trafiła do szpitala z powodu konieczności leczenia guza w tylnej części mózgu. Wokalistka doznała paraliżu prawej części ciała, zaburzeń wzroku, straciła zdolność czytania, pisania i liczenia. Po przejściu miesięcy chemioterapii oraz operacji musiała poddać się terapii kortyzonowej, co było powodem ponownego zaprzestania działalności Roxette. Kilka miesięcy później szwedzki dziennik Expressen napisał, że u wokalistki wykryto kolejnego guza, jednak ta informacja okazała się nieprawdziwa, a żądanie o zadośćuczynienie dla Fredriksson zostało oddalone. W listopadzie została wydana składanka zatytułowana The Ballad Hits, na której znalazły się największe ballady zespołu oraz singiel „A Thing About You”. Kilka miesięcy później w marcu ukazała się składanka zatytułowana The Pop Hits zawierająca najpopularniejsze szybkie utwory popowe z całej kariery zespołu. Krążek promowany był przez utwór „Opportunity Nox”, do którego nakręcono animowany teledysk, co było spowodowane chorobą wokalistki.

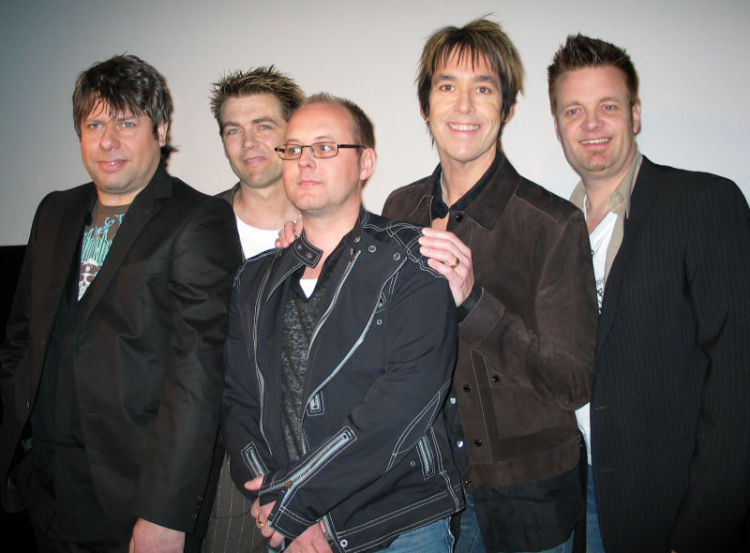
Gyllene Tider (2004)

W październiku duet zdobył nagrodę World Music Award dla najlepiej sprzedającego się skandynawskiego artysty. W tym samym roku zespół otrzymał od króla Szwecji Karola XVI Gustawa Królewski Medal z Niebieską Wstęgą. Była to pierwsza od czasu wykrycia choroby oficjalna uroczystość, na której pojawiła się Marie.
W 2006 zespół obchodził 20-lecie działalności. Dla uczczenia tego jubileuszu w październiku wydane zostały dwa albumy podsumowujące działalność duetu przez ten czas – A Collection of Roxette Hits – Their 20 Greatest Songs! i The Rox Box / Roxette 86–06, na których znalazły się dwie nowe piosenki – „One Wish” i „Reveal”. Składankę promował megamix The Rox Medley składający się z sześciu przebojów grupy.

### Reaktywacja, koncerty, nowa płyta: 2009–2012

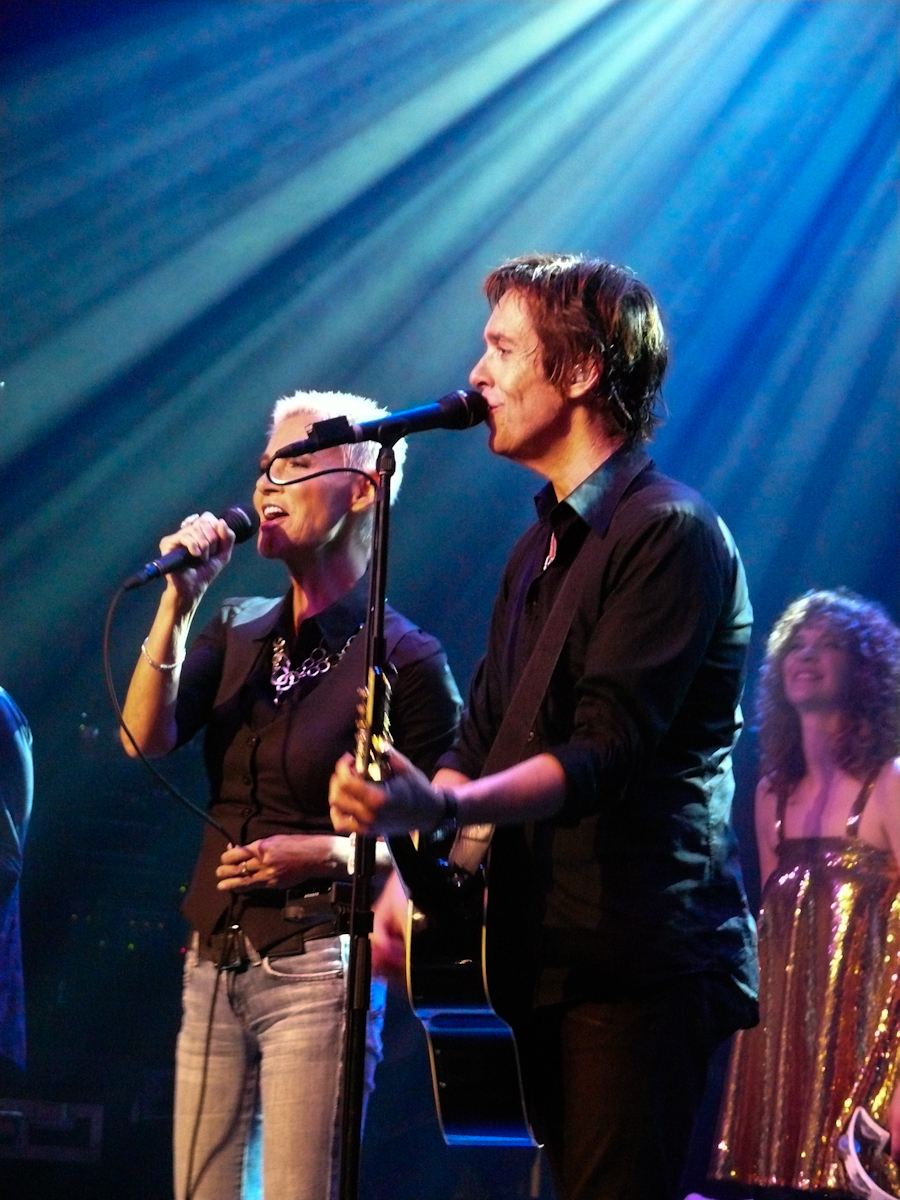
Roxette podczas koncertu w 2009 roku

W 2009 roku zespół został reaktywowany. 6 i 9 maja pod koniec solowej trasy koncertowej Pera Gessle, u boku wokalisty wystąpiła Fredriksson, która gościnnie zaśpiewała hity „It Must Have Been Love” oraz „The Look”. 28 lipca duet wystąpił już oficjalnie z recitalem na łotewskim festiwalu New Wave. 23 października zespół wyruszył w pierwszą od ośmiu lat trasę koncertową. Tym razem nie samodzielne, a w ramach popularnego europejskiego cyklu koncertów „Night of the Proms”, na którym różni artyści popowi występowali z towarzyszeniem orkiestry symfonicznej. Roxette wystąpili kolejno w Belgii, Holandii oraz Niemczech. Na 42 koncertach prezentowali recital złożony z pięciu przebojów, a oprócz nich na scenie występowały także pozostałe gwiazdy jubileuszowej 25. edycji „Night of the Proms”, Sharon den Adel z formacji Within Temptation i zespół OMD w Belgii i Holandii oraz Alan Parsons i grupa Heaven 17 w Niemczech.
12 października 2009 roku na rynek trafiły zremasterowane reedycje wszystkich studyjnych płyt Roxette, w wersjach wzbogaconych o liczne bonusy ze stron B dotychczasowych singli. W sierpniu 2010 zespół rozpoczął pierwszą od 9 lat własną trasę koncertową. Pierwsze koncerty zorganizowano w Szwecji, Danii, Norwegii w sierpniu i Rosji we wrześniu. Organizację kolejnych uzależniono od samopoczucia Marie Fredriksson po pierwszych występach. 31 grudnia 2010 roku Roxette wystąpili w Warszawie na placu Konstytucji podczas imprezy „Sylwestrowa Moc Przebojów”.

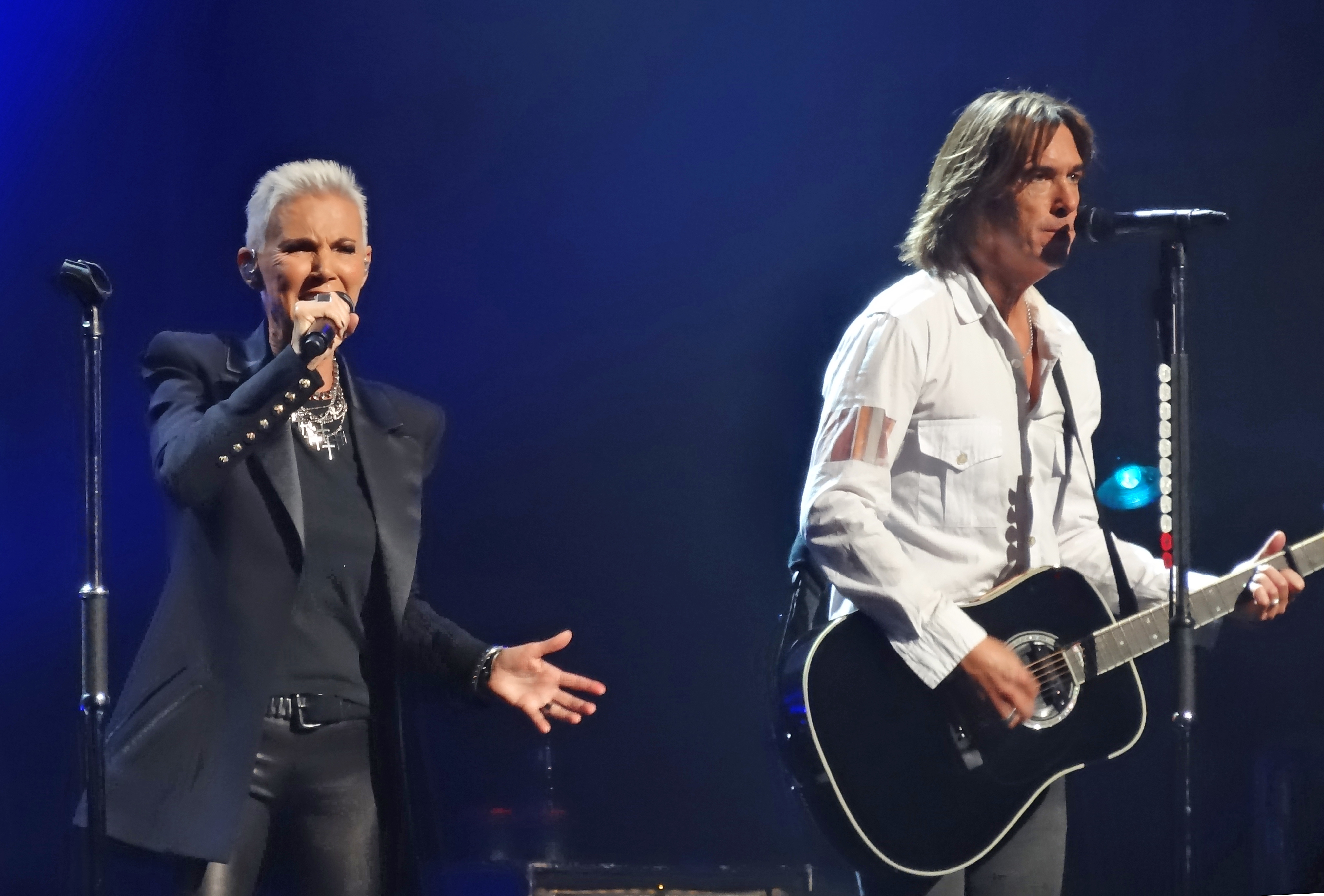
Roxette podczas koncertu w 2012 roku

W lutym 2011 roku został wydany pierwszy od 10 lat ósmy album studyjny zatytułowany Charm School, promowany singlem „She’s Got Nothing On (But the Radio)”. Płyta sprzedała się w nakładzie ok. 1 miliona egzemplarzy. Od lutego 2011 do października 2012 trwała trasa koncertowa zespołu Charm School World Tour. Koncerty obejrzało ok. 800 tysięcy osób. 19 czerwca 2011 roku w ramach światowego tournée zespół wystąpił na warszawskim Torwarze, a 24 lipca 2012 – w Ergo Arenie na granicy Gdańska i Sopotu.

### 2012–2020
W marcu 2012 roku ukazała się dziewiąta płyta studyjna zatytułowana Travelling promowana singlem „It’s Possible”. Sprzedaż wyniosła jedynie 200 tysięcy egzemplarzy. Album był sequelem krążka zatytułowanego Tourism z 1992 roku. W październiku 2013 roku został wydany pierwszy album koncertowy zespołu zatytułowany Live: Travelling the World. Rok później została wydana składanka zatytułowana The Biggest Hits XXX z największymi przebojami zespołu.
W maju 2015 roku został wydany box set The RoxBox!: A Collection of Roxette’s Greatest Songs z okazji 30-lecia istnienia zespołu, które przypada na 2016 rok. 22 czerwca 2016 zespół ponownie wystąpił w Warszawie podczas koncertu na Torwarze. Ukazały się dwa single wydane z okazji ich 25-lecia „The Look 25” i „It Must Have Been Love 25”. 19 września muzycy wystąpili na warszawskim Stadionie Narodowym na koncercie jubileuszowym organizowanym przez firmę Inter Cars z okazji 25-lecia firmy.
18 kwietnia 2016 zespół odwołał wszystkie zaplanowane koncerty. Lekarze stanowczo odradzili Marie Fredriksson udział w kolejnych występach na żywo. W czerwcu 2016 ukazał się dziesiąty album studyjny zespołu zatytułowany Good Karma promowany singlem „It Just Happens”. 9 grudnia 2019 roku wokalistka zespołu Marie Fredriksson zmarła po walce z nowotworem mózgu. W grudniu 2020 został wydany box set zatytułowany Bag of Trix na który składa się 47 utworów zespołu w tym 28 niepublikowanych wcześniej m.in. dema czy nagrania koncertowe.

### Od 2022
Pod koniec kwietnia 2022 Per Gessle zapowiedział powstanie nowego zespołu o nazwie PG Roxette, który jest swoistą kontynuacją projektu z Marie. Oprócz Pera, za mikrofonem staną dwie szwedzkie wokalistki, Helena Josefsson i Dea Norberg, które w ostatnich latach istnienia Roxette śpiewały w chórkach. Gessle poinformował także, że pod koniec maja ukaże się nowy singiel zapowiadający debiutancki album PG, którego premiera odbędzie się we wrześniu 2022. Wydawnictwo zatytułowane Pop–Up Dynamo! promuje wydany na początku czerwca singiel „The Loneliest Girl in the World”. We wrześniu ukazał się drugi singiel z płyty „Walking On Air”.

## Dyskografia

### Albumy studyjne
- Pearls of Passion (1986)
- Look Sharp! (1988)
- Joyride (1991)
- Tourism (1992)
- Crash! Boom! Bang! (1994)
- Have a Nice Day (1999)
- Room Service (2001)
- Charm School (2011)
- Travelling (2012)
- Good Karma (2016)